# Cold and Dark
Pour plus de détails, voir Fiche technique et Distribution.
Cold and Dark, signifiant en anglais « froid et sombre », est un téléfilm d'horreur anglais, réalisé par Tony Tilse (en) et diffusé en 2011. Le film se déroule en Angleterre et est tourné en langue anglaise.

## Synopsis
L'inspecteur lieutenant gouverneur Mortimer Shade est tué dans un congélateur, le parasite Graal prend possession de son corps et le réanime. Mais il a besoin de sang humain pour rester en vie en l’aspirerant par une créature à l’intérieur de la paume de la main gauche perforatrice. Travail raffiné avec finition à la main.
Son partenaire, le sergent John Dark accepte la nouvelle situation et, ensemble, ils deviennent justiciers, jugeant et tuant les méchants, laissant le lieutenant Shade tuer les coupables.
Anthony Bollingbroke est le père de Tommy, le fils de Rachel.
Bollingbroke utilise un entrepôt pour faire des centaines de visas qu’il donne à Rachel en échange qu’elle ne révèle pas qu’il est le père de son fils Tommy. Rachel vend les visas à Solly Tunkel, qui ramène des clandestins du Turkménistan via Amsterdam dans des camions appartenant à Birdie Wing puis Ernie 'Einstein' Stein qui paye Micky Dean et Bob Torville.
Shade tue Dean et Torville, ainsi que tous les clandestins.
John Dark arrête Ernie 'Einstein' Stein qu’il met sous la surveillance de Red.
Maddox, le superintendant de police envoie John au dernier étage,
où l’attend l’agent spécial Bianca Albany qui remet Stein en liberté grâce à son avocat Lardeson Dahl. Stein balance des noms à Bianca Albany en échange de son immunité.
Shade tue un homme prostitué dans des toilettes. Slowboat, le meilleur ami de John est arrêté sur la nationale no 3 par deux femmes policières. Bianca Albany invite John à manger.
John est suspecté d’avoir tué le prostitué par Albany qui le met lui et Shade en planque hors circuit après qu’elle l’ait demandé au superintendant Maddox.
Anthony Bollingbroke remet une enveloppe avec des visas à Rachel. L’allemand Solly Tunkel rentre dans la pièce, et Rachel lui remet l’enveloppe. Solly Tunkel et Rachel sortent de la pièce. Shade attrape Bollingbroke et le tue. Bianca Albany vient dire à John qu’elle suspecte Shade.
Rachel, la mère de Tommy, qui a peut-être vu Shade, retourne avec son fils à l’entrepôt. Shade arrive et tue Rachel.
Lenny, un drogué proxénète qui met des filles de douze ans sur le trottoir pour payer sa came menace John et Shade avec un fusil, mais Shade tue Lenny.
Bianca Albany couche avec John Dark. Tommy témoigne avoir vu l’assassinat de son père Bollingbroke. Shade et John interroge Tommy, mais dit qu’il n’a pas vu le meurtrier. Shade veut faire passer Solly Tunkel comme meurtrier et Einstein le commanditaire.
John et Shade interrogent Solly Tunkel qui ne sait pas où est Rachel. Il avoue l’avoir cognée mais laissée en vie, c’était un accident. Shade tue Solly Tunkel. Bianca Albany informe à John avoir trouvé son corps dans un hangar. Einstein angoisse à mort. Il est mis en protection rapprochée.
Shade tue Slowboat, le meilleur ami de John en passant que c’était Einstein. Einstein avait mis Slowboat en appât.
Le parasite Graal est en train de faire perdre l’humanité de Shade en le transformant en un monstre, représentant un danger pour l'humanité.
Mabbs, un inspecteur de la brigade IGS vient demander à Maddox, le superintendant de police de retirer John et Shade des rues.
Maddox met Shade quelques jours au repos. Mabbs interroge le sergent John Dark pour connaître sa responsabilité des meurtres, jusqu’à l’arrivée du dr. Elgin, du EEIC qui interroge John à son tour (la plus haute autorité passe avant) : a-t-il vu le Graal. Elgin lui explique que seul le sel peut dissoudre le Graal.
John découvre les corps de Rachel et Slik et découvre que c’est Shade qui l’a tué.
John essaie de piéger Shade avec l’appât de Einstein dans un conteneur. John enferme Shade dans le conteneur qui glaçifie Shade. John récupère le corps de Shade glacé et l’enterre dans du sel.
Bianca Albany blessé à la tête, se refugie chez John. John l’emmène dans la clinique de Liposuction Surgeon pour la soigner. Shade entre à son tour.
John tire sur Shade, mais les balles ne lui font rien. Shade tue John. Albany tue Shade avec le liposuceur. Le graal passe dans John qu’il réanime. John sort de la clinique en portant Bianca Albany. Dans ses bras. La scène apparaissant après le générique de fin semble montrer que Shade a survécu.

## Fiche technique
- Scénario : Joanne Reay
- Photographie : Sam McCurdy
- Durée : 94 minutes
- Pays :  Royaume-Uni

## Distribution
- Kevin Howarth (en) : L'inspecteur lieutenant gouverneur Mortimer Shade (Morti)
- Luke Goss : John Dark, sergent partenaire de Shade
- David Gant (en) : Maddox, le superintendant de police
- David Baker : Red, sergent policier
- Hamish Hamilton (en) : Anthony Bollingbroke, père du fils de Rachel et proxénète
- Cassandra Bell (de) : Rachel, mère du fils de Bollingbroke et trafiquant de visas
- Dan Van Husen (en) : Solly Tunkel, trafiquant de visas
- James Whale : Ernie 'Einstein' Stein, transport des clandestins
- Michael Culkin : Lardeson Dahl, avocat de Ernie 'Einstein' Stein
- Carly Turnbull : Agent spécial sergent Bianca Albany
- Jake Curran : Lenny, un drogué proxénète
- Steven Elder : Mabbs, l’inspecteur de l’IGS
- Matt Lucas : Dr. Elgin du EEIC